# Place Victor-Hugo (Paris)
Pour les articles homonymes, voir Place Victor-Hugo.
La place Victor-Hugo est une place du 16e arrondissement de Paris.

## Situation et accès
La place se trouve à la rencontre des avenues Raymond-Poincaré, Victor-Hugo, Bugeaud et des rues Copernic, Boissière, Mesnil, de Sontay et Léonard-de-Vinci.
La place est desservie par la ligne 2 à la station de métro Victor Hugo.

## Origine du nom

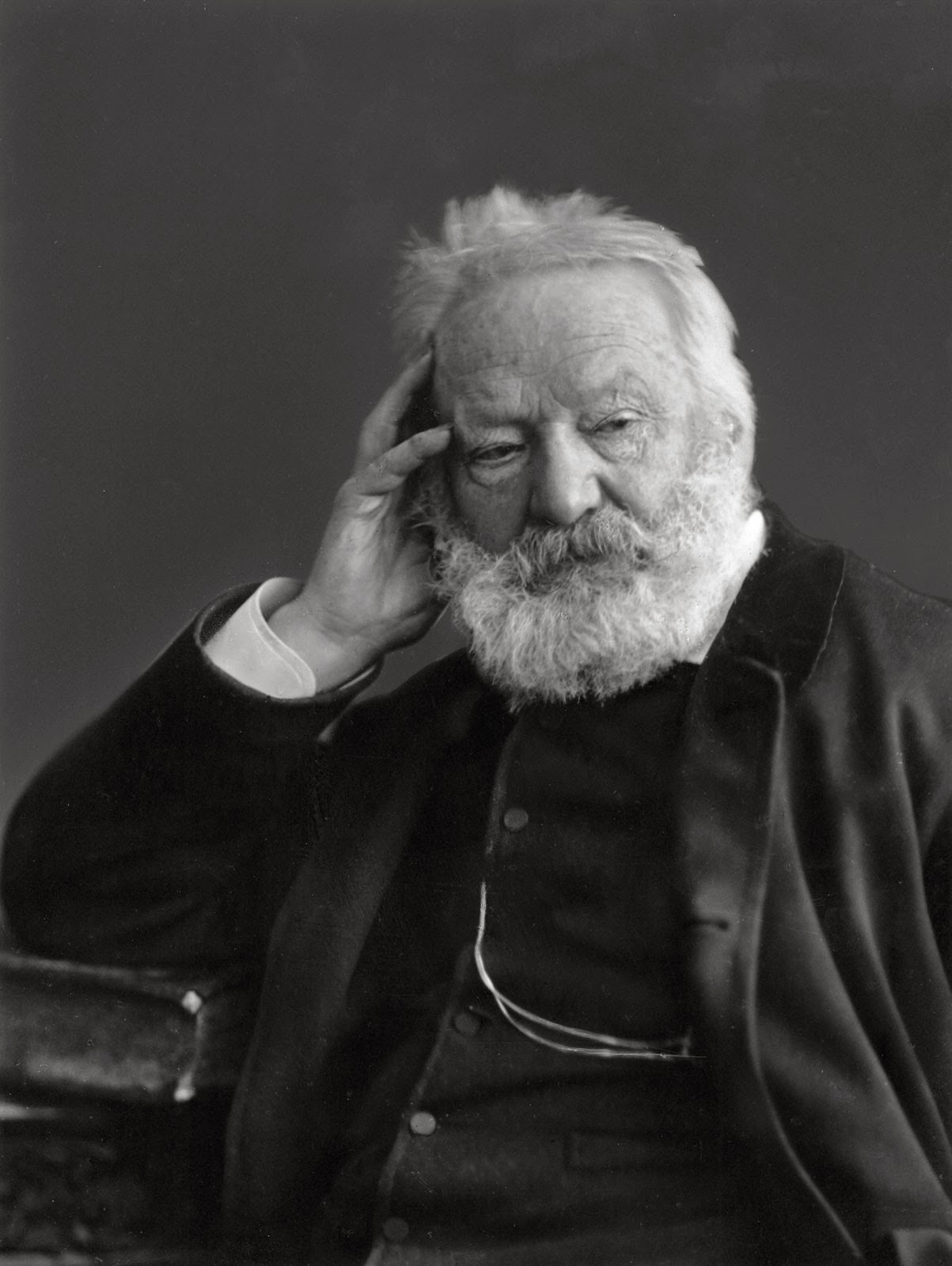
Victor Hugo vers 1884.

Elle porte le nom de Victor Hugo (1802-1885), poète, dramaturge, écrivain et homme politique français.

## Historique

### Le lotissement  de la plaine de Passy
La place est au centre du lotissement  de la plaine de Passy créé en 1825 par la Société des terrains de la plaine de Passy sur un territoire rural peu construit de l'ancienne commune de Passy entre l'avenue de Neuilly, actuelle avenue de la Grande-Armée au nord, le boulevard extérieur de l'enceinte des Fermiers généraux, actuelle avenue Kléber à l'est, l'ancienne faisanderie du château de la Muette qui s'étendait entre le chemin du petit parc, actuelles rues Pergolèse, Spontini, et Mignard et le bois de Boulogne à l'ouest et la rue de Longchamp au sud. Le quartier se construisit lentement, pour l'essentiel après 1850, le long des voies en étoile tracées en 1825 à partir de cette place centrale,.

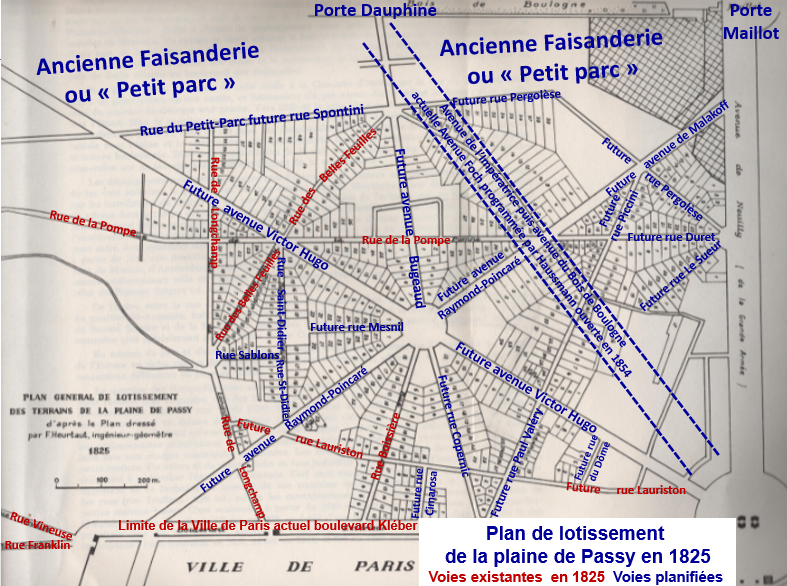
Plan de lotissement de la plaine de Passy de 1825.
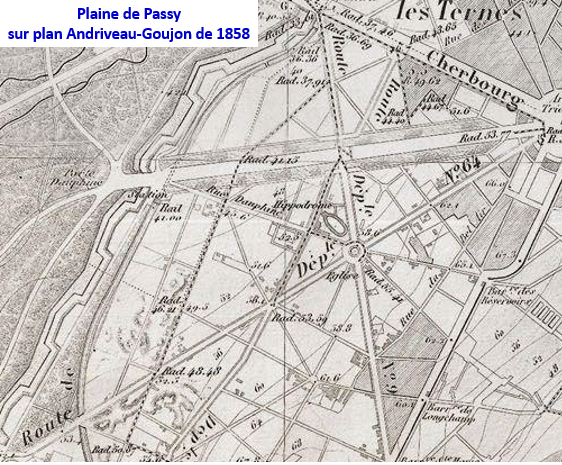
Plaine de Passy en 1858.

La place nommée « rond-point Charles-X » du nom du souverain à la date de sa création en 1825 est rebaptisée successivement après la chute de Charles X, « rond-point de Saint-Cloud », « rond-point de la Plaine-de-Passy », « place de l’Hippodrome », puis « place d’Eylau » sous le Second Empire avant de prendre le nom de « place Victor-Hugo » à la suite de la décision du conseil municipal de Paris prise le jour même du décès de Victor Hugo. L'arrêt est publié le 9 décembre 1885.

### L'hippodrome

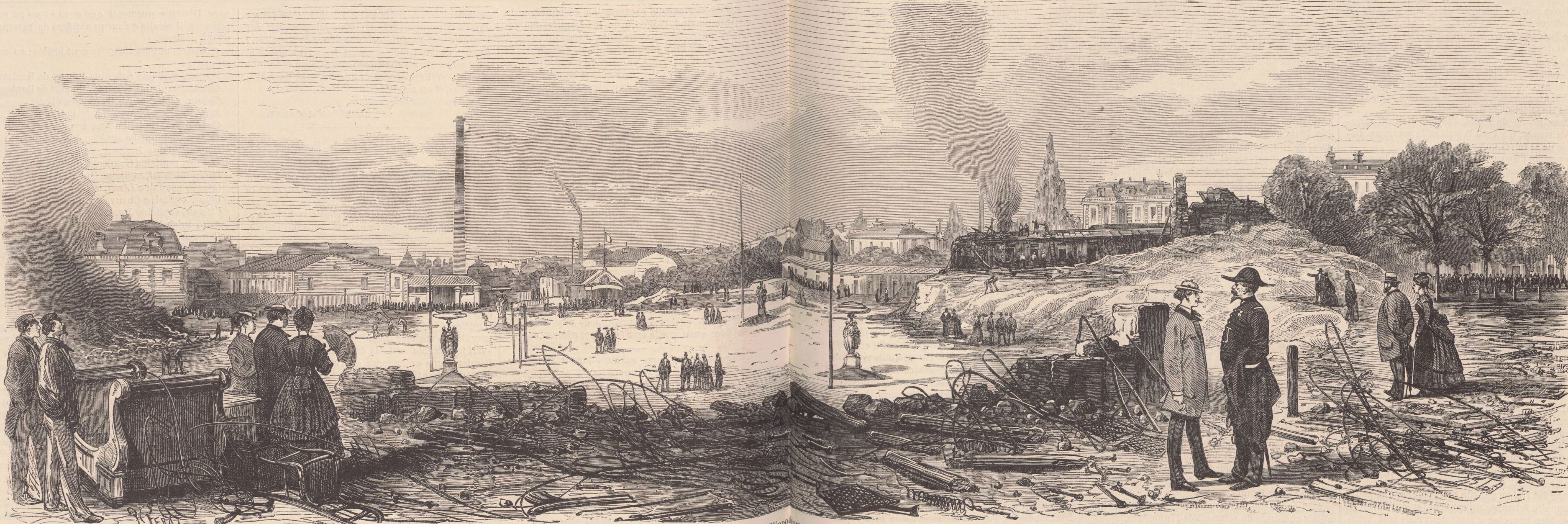
L'Hippodrome anéanti place d'Eylau le lendemain de l'incendie de 1869.

À partir de 1845 existe place de l’Étoile un très vaste et célèbre lieu de spectacles parisien en plein air : l'Hippodrome.
Le réaménagement de la place de l’Étoile l'oblige à déménager. Et, le 10 juin 1856, l'Hippodrome rouvre sur la future place Victor-Hugo, appelée alors « rond-point de la Plaine-de-Passy ». Son entrée se trouve avenue de la Dauphine (aujourd'hui avenue Bugeaud). L'architecte de ce nouvel Hippodrome est Gabriel Davioud.
Entouré de baraques de commerçants, l'Hippodrome prospère durant treize ans sur cet emplacement, rebaptisé entre-temps place d'Eylau. Ses spectacles attirent des milliers de personnes. Cela dure jusqu'à la nuit du 29 au 30 septembre 1869, où l'Hippodrome, construit en bois, est entièrement anéanti par un immense incendie. Disparaissent les baraques alentour et quelques bâtiments.

### Métro
Le quartier est l'un des premiers à bénéficier dès 1900 d'une desserte de métro. La station Victor Hugo ouverte le 3 décembre 1900 sur le tronçon de la ligne 2 limitée à cette date au tronçon Étoile-Porte-Dauphine  fait partie des premières du réseau après celles de la ligne 1 ouverte le 19 juillet 1900 de la Porte de Vincennes à la  Porte Maillot et les 4 stations du premier tronçon Etoile-Trocadéro de la future ligne 6 inaugurées le 2 octobre 1900.

### Monument central
En 1837, un bassin-fontaine est édifié au centre de la place. À la fin du XIXe siècle, il est rempli de terre et fleuri.
Au centre de la place s'élève alors un monument rendant hommage à Hugo, inauguré en 1902 pour le centenaire de sa naissance. Ce groupe sculpté en bronze sur un socle en pierre, décoré de quatre bas-reliefs, réalisé par Louis-Ernest Barrias (1841-1905), est édifié sur le monument réalisé par l'architecte Jean-Louis Pascal (1837-1920). La partie en bronze est réquisitionnée et fondue pour produire des armes en 1943 sous l'Occupation. Les bas-reliefs du socle ont été sauvés : un se trouve aujourd'hui au musée des beaux-arts de Calais et les trois autres à Veules-les-Roses.
Depuis 1964, une grande fontaine a pris sa place.

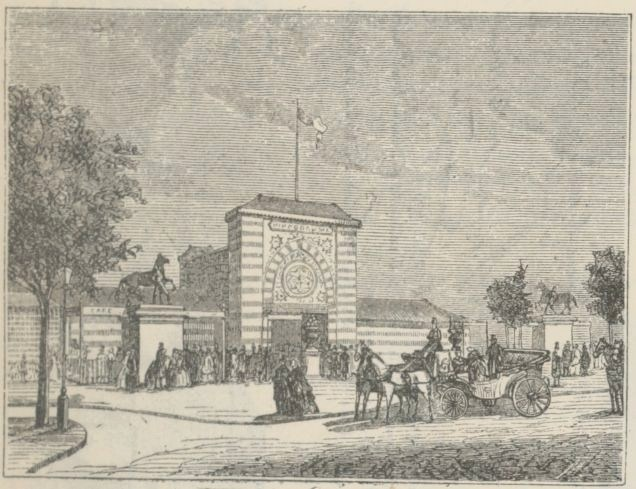
Entrée de l'Hippodrome (1856-1869[5]).
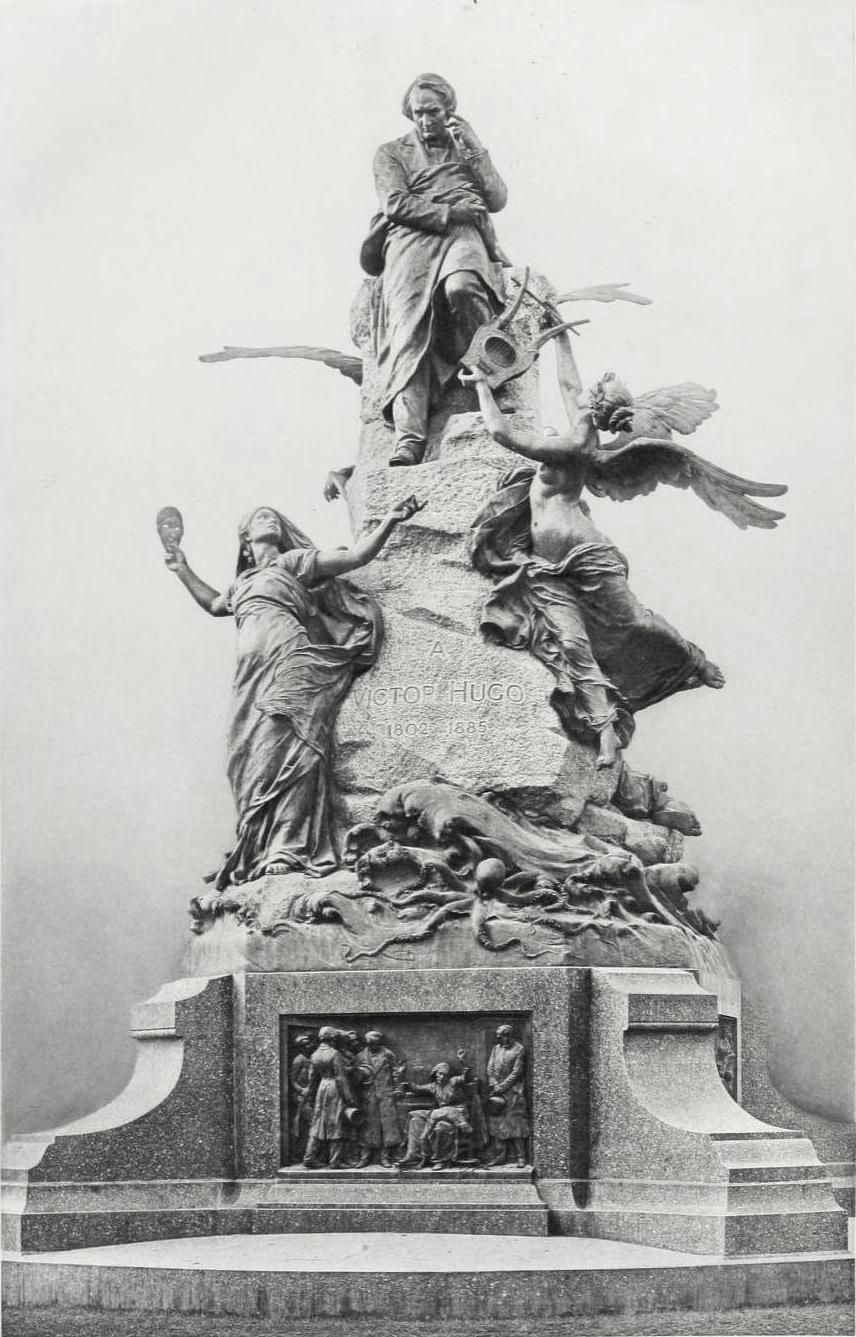
Monument à Victor Hugo par Louis-Ernest Barrias (1841-1905).
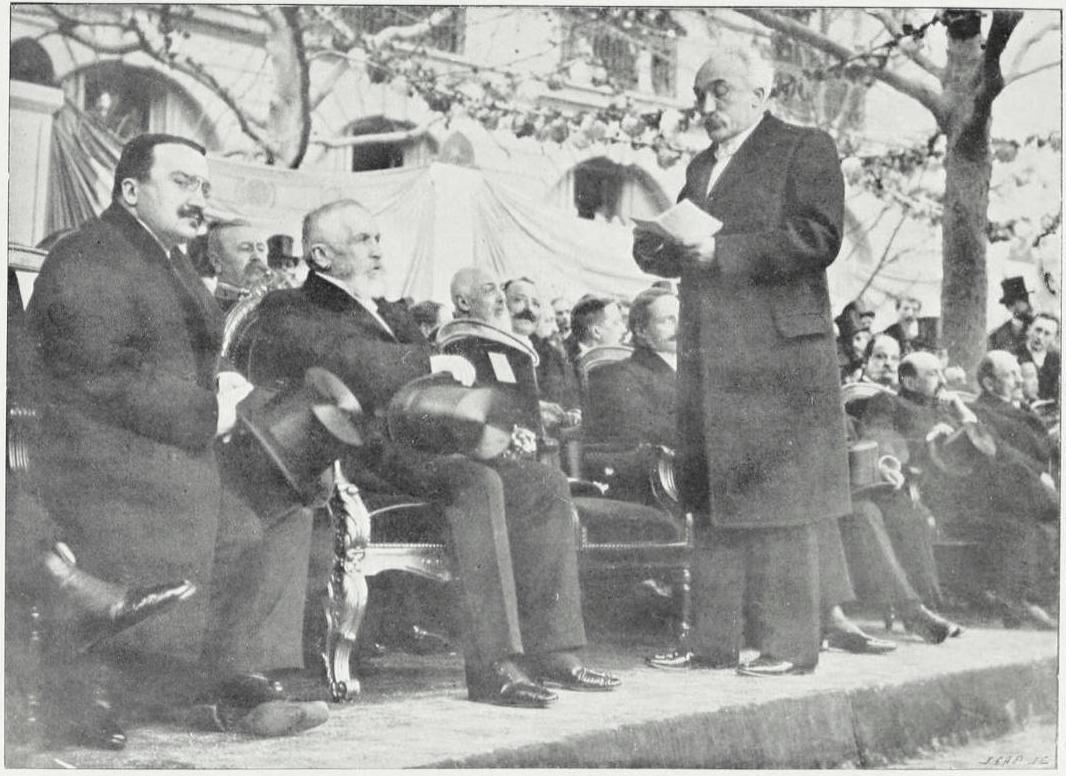
Inauguration du monument Victor Hugo, place Victor-Hugo, Paris 16e, inauguré en 1902 par Justin Germain Casimir de Selves, préfet du département de la Seine.
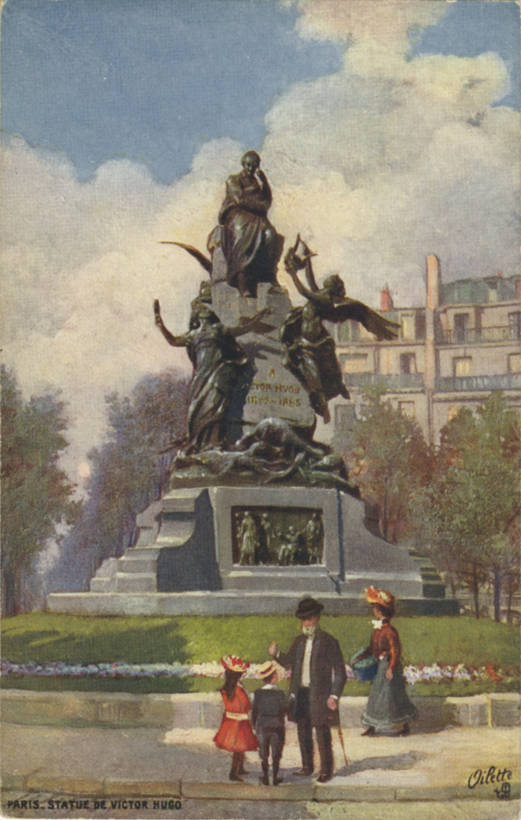
Carte postale de 1917.

## Bâtiments remarquables et lieux de mémoire
- Église Saint-Honoré-d'Eylau.
- No 10 : l'immeuble où est né l'homme politique Maurice Schumann.

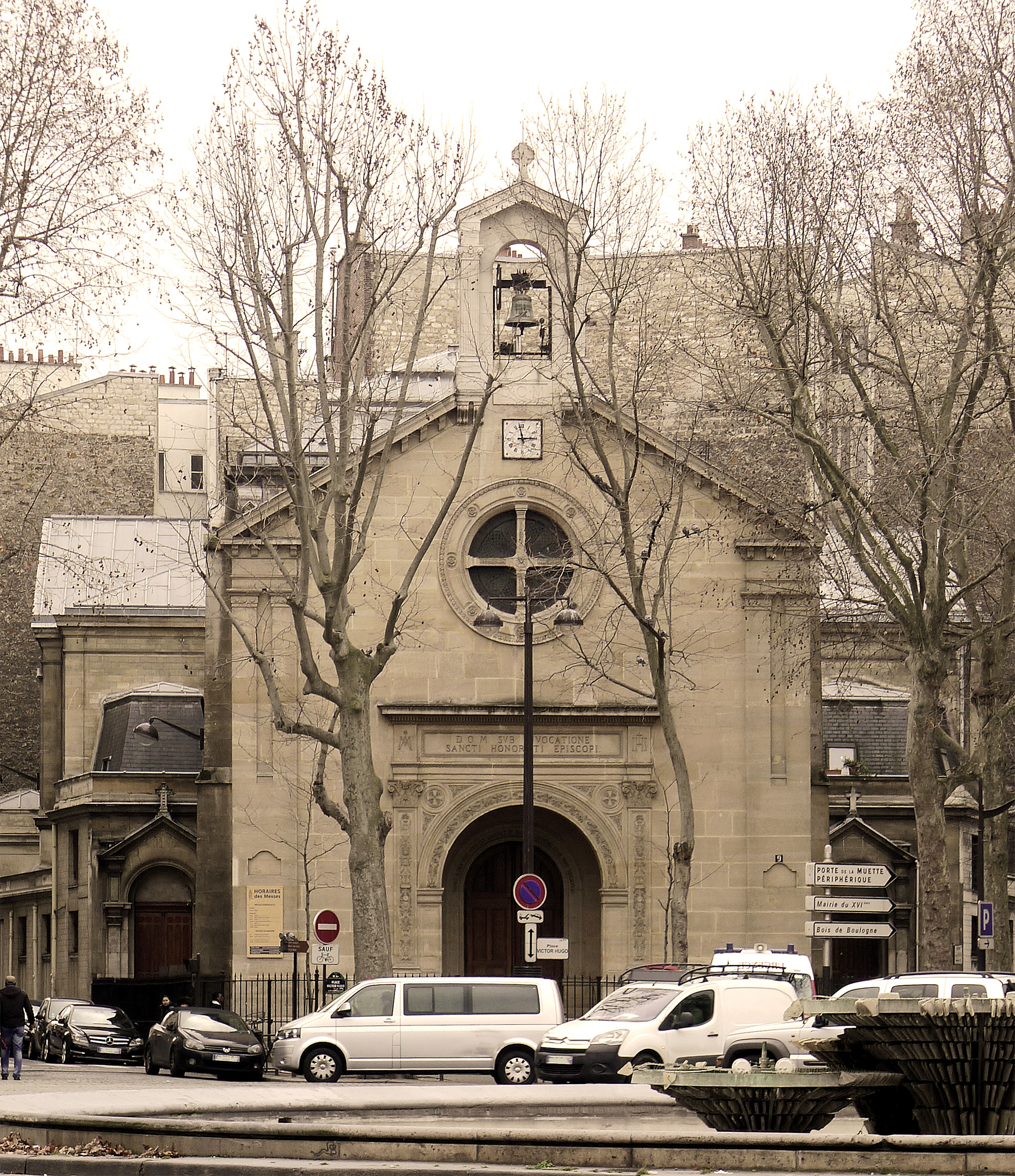
Ancienne église Saint-Honoré-d'Eylau.
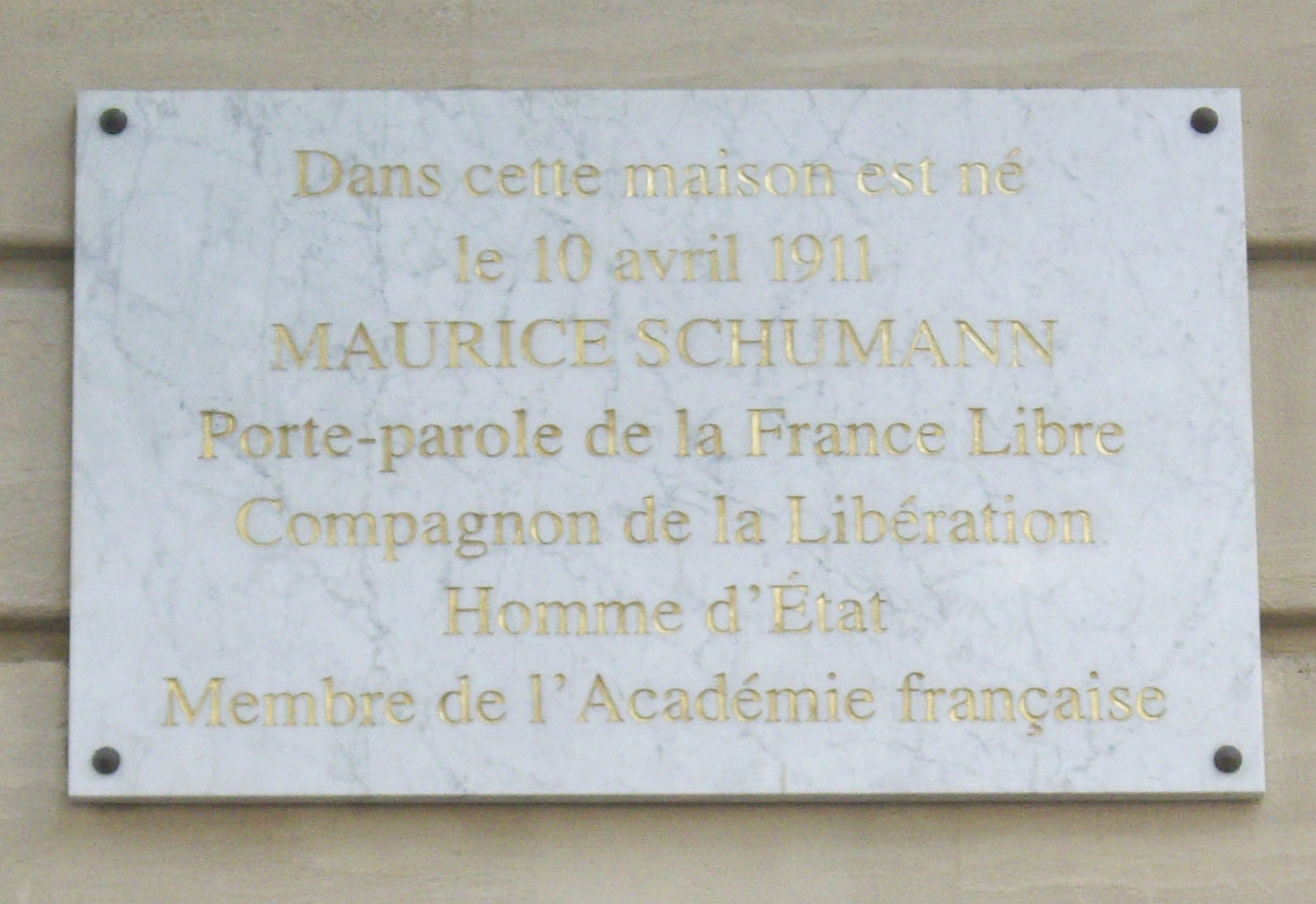
Plaque au no 10.

En octobre 2023, la pâtisserie Ladurée s'installe au no 4 de la place.
Le 9 octobre 2023, après les attaques survenues en Israël, une manifestation de soutien se tient sur la place.

## Dans la littérature
Dans De si braves garçons (1982), le romancier Patrick Modiano évoque une brasserie de la place : « À la terrasse du Scossa, jadis, on se donnait rendez-vous. Soirées d’été, comme aujourd’hui, où des flirts se nouaient, tandis que bruissaient la fontaine et les feuillages des arbres et que la cloche de l’église annonçait le début des vacances… ».